# 角野卓造
角野 卓造（かどの たくぞう　1948年〈昭和23年〉8月10日 - ）は、日本の俳優・声優である。本名同じ。文学座劇団代表。
東京都出身の大阪府育ち。学習院大学経済学部経済学科卒業。文学座所属。マネージメントはUAM株式会社。
血液型はO型。妻は女優の倉野章子。

## 来歴
東京生まれ、大阪市東区（現：中央区）道修町育ち。
角野家は広島県呉市の出で、父卓男は元広島県会議員、戦前は過激な右翼青年で、県議時代は広島抗争の時期でもあり、実家を舞台に美能幸三の手打ち式が行われたこともある。
卓造も幼稚園に上がる前の一年間は呉市で過ごす。
母は東京千駄ヶ谷の医者の娘。
長男が呉の自宅分娩で亡くなったため、母方が次は絶対に病院でと心配し卓造は叔父が勤務医をしていた慶応病院で生まれた。生後二年間、東京の母親の実家に預けられた後、広島に戻り、父が二度目の県議選に落ち実家の海運業を潰し、両親とともに大阪の北浜に出て幼稚園と大阪市立愛日小学校に通う。父の転勤で中学から東京に移り、千代田区立麹町中学校入学。
当時は麹町中学校→都立日比谷高等学校→東京大学法学部から大蔵省入省がエリートコースであったが、麹町中学二年のとき、卒業生を送る予餞会でたまたま芝居をやったところ、学友や担任の先生から「芝居が上手い」と褒められ、演劇部からスカウトを受ける。
そこから演劇に夢中になり、それまでは日比谷高校合格ラインにいたが、成績は急降下した。同中学卒業後、学習院高等科に進学。高校時代はみゆき族だった。
1967年（昭和42年）に学習院高等科から学習院大学経済学部経済学科に進学し、1971年（昭和46年）に卒業。
学習院高等科および学習院大学では演劇部に所属していた。
演劇部の先輩に篠沢秀夫・児玉清・細川俊之、後輩には黛りんたろう・大森博史・宮田慶子・田中明生がいる。
大学在学中に状況劇場の唐十郎と出会い、小劇場でのアングラ演劇に目覚める。一度は、自分で作ったばかりの学習院大学演劇部のアトリエを状況劇場に稽古場として貸したことさえあった。
当時の学習院大学演劇部のアトリエは、学習院大学西2号館内のアメリカンフットボール部の着替え場所に割り込んで作った簡単なものであった。
その後、ハイセイコーの馬主や真田幸村の子孫などの大森博史の世代が本格的なアトリエに改装した。
そのアトリエを大森博史の伝でオンシアター自由劇場に稽古場として貸したこともある。現在はそのアトリエも壊され、代わりに学習院大学が敷地内の富士見会館の4階に本格的で大規模な劇場施設（演劇部アトリエ）を築造し、現在の学習院大学演劇部はそこを活動拠点としている。
早稲田小劇場の芝居が好きで文学座と早稲田小劇場両方の合格通知を貰っていたが、早稲田小劇場は職業的俳優を認めず、食べていける可能性がある文学座研究所に1970年入所、1971年入団。『花咲くチェリー』で初舞台。1973年、つかこうへいの戯曲『熱海殺人事件』で最初に熊田留吉刑事を演じたのは角野である。翌年にテレビドラマに進出。特にTBSのホームドラマ作品には多数出演しており、石井ふく子・橋田壽賀子の作品に多く起用された。1979年に『戦国自衛隊』で映画に初出演。
2008年11月、紫綬褒章を受章。
2017年、過去に二度舞台で倒れた事から「周りに迷惑は掛けられない」と舞台役者を引退。佐藤B作からは引き留められたが頑にだった。
2022年3月、文学座代表に就任した。

## 人物
- 趣味はプラモデルで、特に飛行機に造詣が深い。特技はスキー[2]、水泳[2]、ギター[2]。
- 山本コウタローとは幼馴染であり、中学時代は山本と一緒にバンドを組んでいた。角野が「渡る世間は鬼ばかり」の撮影の合間にギターを弾いていたら、橋田壽賀子に「角野は楽器がひけるの？初めて知った」と尋ねられ、角野が「実は、山本と幼馴染で、中学の頃、一緒にバンドを組んでいた」という話をしたら、橋田が「今度は親父バンドの話でいく」と言った。この後、角野の伝で橋田が山本のコンサートを聴き、心打たれて橋田が脚本を担当している『渡る世間は鬼ばかり』に山本が出演することになったというエピソードもある。2008年11月3日には、白鷗大学の大学祭（白鷗祭）で、山本とのトークショーに参加した。また、澤雄二も麹町中学校の同級生だった。渡鬼の親父バンドで後に共演した佐藤B作とは大学時代からの演劇仲間で親友でもある。
- 小田和正のファンで、2006年12月28日放送の『渡鬼』バラエティ特番では、泉ピン子と共にドラマの衣装を着て『クリスマスの約束』収録前のステージに上がり、前説をしたこともある。なお、角野が言うには20代のころは小田の楽曲にあまり関心を持っておらず、30代から40代ごろを境にオフコース時代から遡って聴くようになったという[10][11]。また、サザンオールスターズのファンでもありカラオケでもよく歌う[10]。特に好きな曲として「シャ・ラ・ラ」を挙げている[12]。
- 近藤春菜とは容姿が非常に似ており、それを逆手にとった「角野卓造じゃねぇ〜よ!」という近藤の持ちネタで知名度を大きく上げていった。これに関して角野は「（「かどの」ではなく「かくの」と）呼び間違われることがあったが、このギャグのおかげで名前を覚えてもらえるようになった」と感謝の言葉を述べている。その後、近藤とはバラエティ番組のほか映画『HERO』、NTTドコモのCMでは親子役で共演を果たした上、角野自身も「近藤春菜じゃね〜よ!」というお返しギャグを披露することもある[13]。
- 吉田茂とも容姿が似ていることから『わが家の歴史』に吉田茂役で出演している。

## 出演作品

### テレビドラマ
- 八州犯科帳 第12話「六地蔵で待つ女」（1974年、フジテレビ） - 機屋の番頭
- 銀河テレビ小説（NHK総合）
  - 雨やどり（1975年） - 浜野 役
  - 復活（1981年） - 瀬良 役
- 土曜ドラマ / 松本清張シリーズ・中央流沙（1975年、NHK総合） - 川辺記者 役
- 二十五年目の顔（1977年7月14日、NHK総合） - 隅田 役
- 俺たちの祭（1977年、日本テレビ） - 森田正道 役
- 横溝正史シリーズ 獄門島（1977年、毎日放送） - 千万太 役
- 太陽にほえろ!（日本テレビ）
  - 第258話「愛の追憶」（1977年） - 香西隆之 役
  - 第316話「ある人生」（1978年） - 今井
  - 第434話「ある誘拐」（1980年） - 内藤茂夫 役
  - 第540話「北の女」（1983年） - 川辺良男 役
- TBS長編大作ドラマ / 大いなる朝（1979年、TBS） - 石井漠 役
- 裸の大将放浪記（1980 - 1997年、関西テレビ）
  - 第37話「清の湯けむり奮戦記」（1989年） - 誠一 役
- 大河ドラマ（NHK総合）
  - 獅子の時代（1980年） - 渋沢栄一 役
  - おんな太閤記（1981年） - 細川藤孝 役
  - 徳川家康（1983年） - 蜂屋半之丞 役
  - 独眼竜政宗（1987年） - 水野忠元 役
  - 翔ぶが如く（1990年） - 三条実美 役
- 関ヶ原（1981年、TBS） - 堀尾忠氏 役
- 特捜最前線 第197話「焼死体・三つの鍵の謎!」（1981年、テレビ朝日）　- 野瀬孝男 役
- 金曜ドラマ（TBS）
  - ちょっと神様（1982年）
  - 華やかな誤算（1985年） - 向井
  - 深夜にようこそ（1986年） - 英原店長 役
  - モナリザたちの冒険（1987年） - 堀田裕介 役
  - メゾン・ド・ポリス（2019年） - 迫田保 役[14]
- 女捜査官（1982年、朝日放送） - 高林刑事 役
- 淋しいのはお前だけじゃない（1982年、TBS）
- 新・事件 ドクター・ストップ（1982年、NHK総合） - 大野木医師 役
- 月曜ドラマランド / 長谷川町子の意地悪クッキー（1983年、フジテレビ）
- 12時間超ワイドドラマ / 若き血に燃ゆる〜福沢諭吉と明治の群像（1984年、テレビ東京）
- 連続テレビ小説（NHK総合） 
  - 心はいつもラムネ色（1984年） - 金菱アチャコ 役
  - はね駒（1986年） - 大場先生 役
  - なつぞら（2019年） - 大杉満 役[15]
- 東中学3年5組（1984年、TBS）
- 真田太平記（1985年、NHK総合） - 馬場彦四郎 役
- 俺たちの旅 十年目の再会（1985年、日本テレビ） - 洋子の結婚相手
- ひとひらの雪（1986年、テレビ朝日） - 宮津
- ナショナル木曜劇場 / 女も男もなぜ懲りない（1987年、フジテレビ） - 岩下五郎 役
- 火曜サスペンス劇場（日本テレビ）
  - 浅見光彦ミステリー 第2作「天城峠殺人事件」（1987年） - 武上清作 役
  - 季節はずれの宿泊客（1993年1月12日） - 望月刑事 役
  - 警視庁鑑識班（1996年 - 2005年） - 岩崎鉄男 役
  - 新・女検事 霞夕子 第7作「俯く女」（1996年） - 助川多喜男 役
- 土曜ワイド劇場→ミステリースペシャル（テレビ朝日）
  - 特別企画 名探偵金田一耕助 三つ首塔 妖しく燃える女相続人の華麗な戦い（1988年） - 等々力警部 役
  - 松本清張作家活動40年記念・霧の旗（1991年） - 島木検事 役
  - 火車 カード破産の女!（1994年） - 碇貞夫 役
  - エステサロン白い肌殺人事件 - 崎山編集長 役
    - 第1作（1997年）
    - 第2作（1998年）

  - 復讐法廷（1997年） - 坂上裁判長 役
  - 事件記者冴子の殺人スクープ - 佐々木正編集長 役
    - 第1作「沖縄、サンゴ礁の海、見知らぬ男の死体に抱きつかれて…白い煙と黒い煙に隠された凶器」（1999年）
    - 第2作「殺される! 留守電に親友の死のさけび! お遍路さん四国八十八ヶ所巡礼の旅に謎が…」（2001年）
    - 第3作「恋人が女殺しで指名手配に! 宮崎・高千穂に真犯人を追う 地上142メートルの空中対決!」（2001年）

  - おかしな刑事 第17作（2018年） - 漆山忠夫
- 花王 愛の劇場（TBS）
  - ああ嫁さん（1988年）
  - 家族の物語（1993年）
- ドラマチック22（1989 - 1991年、TBS）
  - 東大一直線・劣等先生が行く!
  - 亭主交換家族
  - 高田純次の無責任社員物語 (2)
- 青春大河ドラマ 野望の国（1989年、日本テレビ） - 犬尾貞文 役
- 渡る世間は鬼ばかり（1990年 - 2019年、TBS） - 小島勇 役
- 直木賞作家サスペンス (2) 後追い心中・桜の涙（1990年、関西テレビ）
- 月曜・女のサスペンス / ためらい疵 夫殺し疑惑の妻に謎の切傷（1990年3月26日、テレビ東京）
- 月曜ドラマスペシャル→月曜ミステリー劇場→月曜ゴールデン（TBS）
  - 松本清張作家活動40年記念・迷走地図（1992年） - 森支店次長 役
  - 万引きGメン・二階堂雪（1998年 - ） - 二階堂透 役
  - 湯の町コンサルタント - 龍巳浩介 役
    - 第1作「松本・浅間温泉殺人事件 創業百年の老舗旅館建て直し男2人が遭遇した謎の連続殺人」（2002年)
    - 第2作「加賀百万石殺人事件 小京都金沢の老舗温泉旅館亭主殺し」（2003年）
    - 第3作「琵琶湖真珠殺人事件 全室露天風呂温泉の女将は美人三姉妹! 近江の真珠に隠された罠」（2004年）
    - 第4作「恋しの湯伝説殺人事件 信州・上山田温泉旅館連続殺人の謎!」（2006年）
- 愛するということ（1993年、TBS） - 小宮修 役
- 東芝日曜劇場→日曜劇場（TBS）
  - 女ですもん（1992年）
  - カミさんの悪口（1993年） - 片桐安男 役
  - カミさんの悪口2（1995年） - 片桐安男 役
  - カミさんなんかこわくない（1998年） - 森川健治 役
  - おやじの背中 第1話「圭さんと瞳子さん」（2014年） - 茂原吾一 役
- Gメン'93春 第一級殺人の女（1993年、TBS） - 寺岡部長刑事 役
- HOTEL スペシャル'93秋（1993年、TBS） - 小島勇 築地松葉寿司店主
- 世にも奇妙な物語（フジテレビ）
  - 「にぎやかな食卓」（1994年）
  - 「発電課長」（2000年） - 木下満男 役
- 火曜ドラマ / 八神くんの家庭の事情（1994年、朝日放送） - 八神陽司 役
- 女の言い分（1994年、TBS） - 東次郎 役
- 今夜もテレビで眠れない（1995年、TBS）
- 大地の子（1995年、NHK総合） - 工場長
- ストックホルムの密使（1995年、NHK総合）
- 古畑任三郎 第2シリーズ「動機の鑑定」（1996年、フジテレビ） - 永井薫 役
- 刑事追う! 第3話「裁きの日」（1996年、テレビ東京）
- 水曜ドラマの花束（NHK総合）
  - 家へおいでよ（1996年） - 荒木六助 役
  - 夜会の果て（1997年） - 三条実美 役
  - 鏡は眠らない（1997年)
  - ふたつの愛（1998年）
- 飛んで火に入る春の嫁（1998年、テレビ東京） - 吉野幹夫 役
- ひとりぼっちの君に（1998年、TBS） - 日比野健吾 役
- Summer Snow（2000年、TBS） - 片瀬正吾 役
- 百年の物語 （2000年、TBS） - 野原医師 役
- 女と愛とミステリー→水曜ミステリー9→水曜エンタ・水曜ミステリー9（テレビ東京）
  - 旅行作家・茶屋次郎 第1作「梓川清流殺人事件」 - 第12作「大井川殺人事件」（2001年 - 2014年） - 山倉晋吉 役
  - 多摩南署たたき上げ刑事・近松丙吉（2001年 - ） - 村越実 役
  - 作家探偵・山村美紗（2012年） - 西村京太郎 役
    - 第1作「京都・東山 密室トリック殺人事件」
    - 第2作「京都紅葉寺殺人事件〜秋の七草の秘密〜」
- 四千万歩の男（2001年、NHK総合） - 堀田摂津守 役
- HERO（フジテレビ） - 牛丸豊 役
  - 第1期（2001年）
  - 特別編（2006年7月3日）
  - 第2期（2014年）
- 碧空のタンゴ（2001年、NHK総合）
- 明智小五郎対怪人二十面相（2002年、TBS） - 篠崎家の運転手
- 元カレ（2003年、TBS） - 柏葉啓造 役
- 警視庁鑑識班2004（2004年、日本テレビ） - 岩崎鉄男 役
- エンジン（2005年、フジテレビ） - 春山万里夫 役
- 美空ひばり物語 - おでことおでこがぶつかって（2005年、TBS）
- ブラザー☆ビート（2005年、TBS） - 田村昭吾 役
- 西遊記 第一巻（2006年、フジテレビ） - 仁丹 役
- モンスターペアレント（2008年、関西テレビ） - 田川龍之介 役
- わが家の歴史（2010年、フジテレビ） - 吉田茂 役
- 塀の中の中学校（2010年、TBS） - 三宅雄太 役
- 居酒屋もへじ（2011年、TBS） - 校長先生
- ラッキーセブン（2012年、フジテレビ） - 筑紫昌義
- ダブルフェイス 潜入捜査編（2012年10月15日、TBS） - 小野寺警視正 役
- 月曜ミステリーシアター / 確証〜警視庁捜査3課 （2013年、TBS） - 田端守雄 役
- 日曜エンターテインメント / 松本清張 黒い福音〜国際線スチュワーデス殺人事件〜（2014年、テレビ朝日） - 井出伸二 役
- 僕らプレイボーイズ 熟年探偵社（2015年、テレビ東京） - 堀切保 役[16]
- ドラマ特別企画 / ふつうが一番 —作家・藤沢周平 父の一言—（2016年、TBS） - 柿沼健三 役
- ドラマ特別企画 / 堂場瞬一サスペンス 検証捜査（2017年、テレビ東京） - 島村丈（大阪府警警務部監察官） 役
- ハゲタカ（2018年、テレビ朝日） - 望月康夫 役
- 極道めし（2018年、BS JAPAN） - 大瓦充蔵 役
- 孤独のグルメ Season7 第12話 （2018年6月30日、テレビ東京）  - 大将 役
- 金曜ドラマ/メゾン・ド・ポリス                    （2019年、TBS）- 迫田保 役
- 歪んだ波紋（2019年、NHK BSP） - 沢村一平 役
- ドクターX〜外科医・大門未知子〜 第6期第3話（2019年10月31日、テレビ朝日） - 梅沢三郎 役
- ドラマBiz / 病院の治しかた〜ドクター有原の挑戦〜（2020年、テレビ東京） - 田端進 役
- 日曜プライム / 家栽の人（2020年5月17日、テレビ朝日） - 池上博 役
- 月曜プレミア8（テレビ東京）
  - 十津川警部の事件簿（2020年） - 亀井定男 役
  - 十津川警部の事件簿「終着駅殺人事件」（2023年放送予定）[17]
- 人生最高の贈りもの（2021年1月4日、テレビ東京） - 田辺正一 役
- BS笑点ドラマスペシャル（BS日テレ） - 五代目 柳家小さん 役
  - 初代 林家木久蔵（2020年1月11日）
  - 笑点をつくった男 立川談志（2022年1月2日）
- 嫌われ監察官 音無一六 season1 第1話（2022年5月6日、テレビ東京） - 箕田達明 役
- ひとりぼっち -人と人をつなぐ愛の物語-（2023年4月9日、TBS） - 田辺則行 役[18]
- 法廷のドラゴン 第5話（2025年2月14日、テレビ東京） - 熊倉英和 役[19]
- わが家は楽し（2025年3月13日、TBS）-ハイヤー運転手 役 [20]

### 映画
- 戦国自衛隊（1979年） - 須賀利重
- 小説吉田学校（1983年） - 宮沢喜一
- ロケーション（1984年） - 高田
- 舞姫（1989年、東宝、原作：森鷗外・監督：篠田正浩） - 副島和三郎
- バカヤロー!3 へんな奴ら 第三話「会社をナメるな」（1990年） - 並川一郎
- スキ!（1990年、東宝） - 課長
- 仔鹿物語（1991年） - 谷木晶彦
- エバラ家の人々（1991年）
- 釣りバカ日誌7 - 9 （1994 - 1997年） - 草森秘書
- マークスの山（1995年） - 佐伯正一
- THE 有頂天ホテル（2006年） - 堀田衛
- 嫌われ松子の一生（2006年） - 田所文夫（校長）
- HERO（2007年） - 牛丸豊
- HERO劇場版第2作（2015年） - 牛丸豊
- コンフィデンスマンJP -英雄編-（2022年)  - 3代目ツチノコ
- ミステリと言う勿れ（2023年） - 真壁軍司[21]
- おまえの罪を自白しろ（2023年） - 木美塚壮助[22][23]

### 舞台
- 飢餓海峡
- 花咲くチェリー
- 夢の裂け目
- にしむくさむらい
- ローゼンクランツとギルデンスターンは死んだ
- 君となら〜Nobody Else But You
- 温水夫妻
- 夢の泪
- バッドニュース☆グッドタイミング
- 円生と志ん生
- 夢の痂
- エキストラ
- 別役実作品
- 夢の裂け目
- くにこ

### 吹き替え
- イノセント（トゥリオ・エルミル） - ジャンカルロ・ジャンニーニ
- 名探偵モンク（エイドリアン・モンク） - トニー・シャルーブ ※第3シーズン第7話、第4シーズン第11話で妻の倉野章子と共演
- レナードの朝（マルコム・セイヤー） - ロビン・ウィリアムズ ※日本テレビ版（デラックスエディションBlu-ray収録）
- 機械じかけのピアノのための未完成の戯曲（ミハイル・ワシリエビッチ） - アレクサンドル・カリャーギン ※NHK版
- スティング（エリー・キッド） - ジャック・ケホー ※日本テレビ版
- シルバー・ブリット/死霊の牙（レッド） - ゲイリー・ビジー
- ヘルショック 戦慄の蘇生実験（ゴト） - ポール・ナッシー
- テス（エンジェル） - ピーター・ファース
- ベッドタイム・ストーリー（マーティ・ブロンソン、ナレーター） - ジョナサン・プライス
- ジョーカー:フォリ・ア・ドゥ（ハーマン・ロスワックス裁判長） - ビル・スミトロヴィッチ[24][25]

### ラジオドラマ
- 日本沈没（1973年、制作：毎日放送・ニッポン放送系） - 邦枝 役

### バラエティ他
- マイルド欽ドン!（1985年、CX） - レギュラー・旅館の番頭
- いい旅・夢気分（TX）
- ぷらちなライフ 〜人生楽笑〜（2015年 - 、TOKYO MX） - レギュラー[26]
- ぴったんこカン・カン（2016年9月16日、TBS） - 近藤春菜とゲスト出演
- 驚き！ニッポンの底力「鉄道王国物語4」（NHK BSプレミアム）
- シャキーン!（2018年、NHK Eテレ） - 「それをやっちゃあ おしまいよ！」のコーナーで、ドラマのエキストラなのに、普通を装いながらも、面白いことを狙いすぎて突拍子もないことをしでかす役を演じている[27]。
- サワコの朝（2021年、TBS） - 近藤春菜とゲスト出演
- おやじ京都呑み（KBS京都/BS11）- 近藤芳正と
  - その1（2022年6月14日/2022年9月21日）
  - その2「鯖寿司と焼肉と〆は冷めん…最後は涙?」（2022年9月20日/2022年11月16日）
  - その3「餃子、ビールとぬる燗とマティーニで乾杯!」（2022年12月20日/2023年1月18日）
  - その4「酒蔵で呑み比べ、イタリアン、〆はお茶漬け」（2023年2月28日/2023年3月15日）
  - その5「おやじ達の宴! 今夜は酔います〜陶芸体験に広東料理」（2023年4月25日/2023年4月26日）※ ゲスト：佐藤B作
  - その6「隠れ家酒場でしっぽり〜シェリー酒呑み比べ＆〆の粉もん」（2023年6月27日/7月26日）
  - その7「おやじたちの夏休み〜貴船の川床＆鴨川納涼床」（2023年8月22日/8月23日）
  - その8「太秦界隈〜食べるラー油火付け役＆映画人集う店」（2023年10月24日/10月29日）
  - その9「師匠と行く千本呑み」（2023年12月26日/12月31日）※ ゲスト：太田和彦
  - その10「冬の伏見酒蔵呑み歩き! にごり酒に大人のテーマパーク」（2024年2月27日/3月3日）
  - その11「愛すべきおやじ達の店」（2024年4月23日/5月5日）
  - その12「旬の肴で酔いしれる〜名水の日本酒と新鮮野菜で乾杯!」（2024年6月25日/7月7日）
  - その13「おやじたちの夏休み 嵯峨野にて」（2024年8月27日/9月1日）
  - その14「麺食らうおやじたち」（2024年10月22日/11月10日）
  - その15「師匠の師匠をおもてなし」（2024年12月24日/2025年1月5日）※ ゲスト：太田和彦
  - その16「いろとりどりに酔っ払う」（2025年2月26日/3月2日）
  - その17「最後に食べたいあの料理」（2025年4月22日/5月4日）
  - その18「丹後の海でおやじ呑み」（2025年6月24日/7月6日）
  - その19「夏を乗り切るスタミナ料理」（2025年8月26日/9月7日）
- 友近・礼二の妄想トレイン　角野卓造が行く　つまみ鉄
  - 2024年2月20日 - 都電荒川線編
  - 2024年11月19日 - 宇都宮ライトレール編
- あなたの知らない京都旅〜1200年の物語〜 BS朝日）
  - #49「大人の京都の遊び方」（2024年4月11日）
  - #62「大人の京都の遊び方〜叡山電車で力をもらう〜」（2024年7月11日）
  - #65「名優5人が味わう旬の京料理」（2024年8月1日）

### CM
- ロート製薬「パンシロン新胃腸薬」
- NTT東日本「フレッツ光」
- 大関
- 黄桜 「辛口一献」
- NTTドコモ「家族まとめて割」（2015年 -） ※綾野剛、近藤春菜と共演